# Ionescuellum schusteri
Ionescuellum schusteri är en urinsektsart som först beskrevs av Josef Nosek 1977.  Ionescuellum schusteri ingår i släktet Ionescuellum och familjen Hesperentomidae. Inga underarter finns listade i Catalogue of Life.